# فرودگاه فاکس هاربور
فرودگاه فاکس هاربور (به انگلیسی: Fox Harbour Airport) یک فرودگاه خصوصی است که یک باند فرود آسفالت دارد و طول باند آن ۱۴۸۹ متر است. این فرودگاه در کشور کانادا قرار دارد و در ارتفاع ۱۹ متری از سطح دریا واقع شده است.